# Ulica Powstańców Śląskich w Warszawie
Ulica Powstańców Śląskich – ulica w warszawskich dzielnicach Bemowo i Bielany.

## Opis
Nazwa ulicy została nadana w 1954. Jej północny odcinek został poprowadzony na dawnym pasie startowym Lotniska Warszawa-Babice.
Przez lata ulica stanowiła przykład przeciągającego się konfliktu pomiędzy władzami samorządowymi a właścicielami posesji przy ul. Szczotkarskiej 15, przez teren której miała przechodzić poszerzona jezdnia. Decyzja zezwalająca na poszerzenie wydana została w 1987, jednak faktycznie skorzystano z niej dopiero w 2009. Do czasu wybudowania nowej jezdni, ruch na wysokości posesji odbywał się jednym pasem wytyczonym na torowisku tramwajowym, co wymusiło zastosowanie sygnalizacji świetlnej.

## Ważniejsze obiekty
- Lotnisko Warszawa-Babice
- Ratusz dzielnicy Bemowo m.st. Warszawy (nr 70)
- Stacja metra Bemowo
- Osiedle Przyjaźń
- Hala Wola (ul. Człuchowska 25)
- Polskie Centrum Akredytacji (ul. Szczotkarska 42)